# Lac Saint-Jean
Der Lac Saint-Jean ist ein vergleichsweise seichter 1.003 km² großer und 98 m hoch gelegener See in den laurentinischen Bergen der kanadischen Provinz Québec, etwa 160 Kilometer westlich des Sankt-Lorenz-Stromes gelegen, in den der Saguenay, der Abfluss des Lac Saint-Jean, nahe der alten Kolonialsiedlung Tadoussac mündet.
Der See bildet das Zentrum der Verwaltungsregion Saguenay–Lac-Saint-Jean.

## Geographie und Klima
Der See wurde früher irrtümlich für einen Einschlagkrater gehalten. Am Ende der letzten Kaltzeit, vor etwa 11500 Jahren, füllte sich die Region des Saguenay mit glaziärem Schmelzwasser. Erst nach dem Rückzug der Wassermassen ging die Verbindung zum Sankt-Lorenz-Strom und damit zum offenen Meer verloren und es bildete sich das Süßwasser führende Binnengewässer in der heutigen Erscheinungsform.
Mit seinen Ausdehnungen von 43,8 auf 24 Kilometern und seiner Uferlänge von 436 km ist der Lac Saint-Jean das drittgrößte Binnengewässer in der Provinz Québec nach dem Lac Mistassini und dem Lac à l’Eau Claire. Er wird von vielen kleineren Flüssen gespeist, die in der Mehrzahl im Norden der Region Saguenay-Lac-Saint-Jean entspringen, darunter auch der Rivière Péribonka, der den größten Zufluss des Lac Saint-Jean darstellt. Am Rande des kanadischen Schildes gelegen, umgeben von glazial überformten, mittelhohen Bergen und seit dem Rückzug der Kältesteppen am Ende der letzten Eiszeit von borealem Wald umgeben, liegt der See in einer Zone feuchten Kontinentalklimas der effektiven Klimaklassifikation Dfb mit strengen Wintern und einer kurzen aber warmen Sommerperiode.

## Namensgebung
Der ursprüngliche Name des Lac Saint-Jean, stammt aus der Sprache der Innu, die diesen als Piékoagami oder Pekuakami („seichter Fluss“, „flacher See“) bezeichneten. Später wurde der See zu Ehren des Jesuitenpaters Jean de Quen (um 1603–1652) umbenannt und von nun an als Lac Saint-Jean bezeichnet. Jean de Quen stieß bei seinen Erkundungen Neufrankreichs am 20. Mai 1647 als erster Europäer an die Ufer des Lac Saint-Jean und errichtete sogleich eine Mission. Die ‘Montagnais du Lac St.-Jean’ (Eigenbez.: Pekuakamiulnuatsh - ‘Volk am Lac Saint-Jean’), nutzen noch heute, wie früher ihre Innu-Vorfahren, das Gebiet um den See, um Jagen und Fischen zu gehen.

## Natur
Aufgrund seiner historischen Verbindung zum offenen Meer und der allmählichen Rückentwicklung zu einem Binnengewässer, haben sich verschiedene Meeresarten allmählich an das Süßwasser angepasst und sind heute noch im Lac Saint-Jean beheimatet. Dazu gehören unter anderem eine Unterart des Süßwasserlachses (Salmo salar), der dreistachlige Stichling (Gasterosteus aculeatus), der „Atlantik-Tomcod“ (Microgadus tomcod), auch Frostfisch genannt, eine besondere Art des auf sandigen Böden beheimateten Strandhafers (Ammophila breveligulata), das goldene Heidekraut (Hudsonia tomentosa) und die Strand-Platterbse (Lathyrus maritimus).